# Szerep megállóhely
Szerep megállóhely egy Hajdú-Bihar vármegyei vasúti megállóhely Szerep településen, a MÁV üzemeltetésében. A község északi szélén helyezkedik el, közúti elérését a 4211-es útból nyugatnak kiágazó, nyúlfarknyi 42 314-es számú  mellékút (Vasút utca) biztosítja.

## Vasútvonalak
A megállóhelyet az alábbi vasútvonalak érintik:
- Kötegyán–Püspökladány-vasútvonal

## Kapcsolódó állomások
A megállóhelyhez az alábbi állomások vannak a legközelebb:
- Sárrétudvari megállóhely (Kötegyán–Püspökladány-vasútvonal)
- Hosszúhát megállóhely (Kötegyán–Püspökladány-vasútvonal)

## Forgalom
| Járat        | Útvonal | Gyakoriság     |
| ------------ | --- | -------------- |
| személyvonat | Püspökladány – Püspökladány-Vásártér – Hosszúhát – Szerep – Sárrétudvari – Biharnagybajom – Füzesgyarmat – Füzesgyarmatfürdő – Szeghalom (– Vésztő) | Kb. 2 óránként |